# Oksana Akinsjina

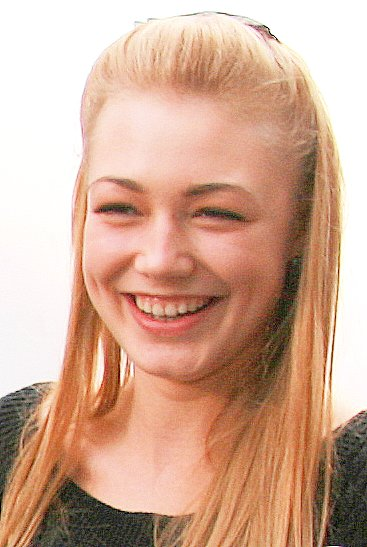
Oksana Akinsjina

Oksana Aleksandrovna Akinsjina (Russisch: Оксана Александровна Акиншина) (Sint-Petersburg, 19 april 1987) is een Russisch actrice.
Ze is het meest bekend door haar optreden als Lilja in de film Lilja 4-ever. Akinsjina werd ontdekt door de Rus Sergej Bodrov Jr., en maakte haar debuut in zijn regie-debuutfilm Sjostry uit 2001. Later zou Bodrov te komen overlijden door een lawine in de Kaukasus tijdens het opnemen van een film. In 2002 kreeg Akinsjina bij de European Film Awards een nominatie voor Best Actress, die ze echter verloor. Bij de Zweedse nationale film awards Guldbagge Awards kreeg Akinshina nogmaals een nominatie voor Best Actress.
Sindsdien heeft zij ook nog in de films Het Zuiden (als Zoya; 2004) van regisseur Martin Koolhoven gespeeld, in The Bourne Supremacy (als Irena Neski; 2004) van Paul Greengrass en in 2007 als prinses in de fantasyfilm Wolfhound.